# Kristina Savitskaya
Pour les articles homonymes, voir Savitskaïa.
Kristina Savitskaya (en russe : Кристина Николаевна Савицкая, Kristina Nikolaïevna Savitskaïa ; née le 10 juin 1991 à Krasnoïarsk) est une athlète russe spécialiste de l'heptathlon.

## Carrière
Après avoir commencé l'athlétisme à l'âge de 13 ans, Kristina Savitskaya s'engage dans le sport-étude et obtient même un suivi professionnel un an plus tard. Son entraîneur est Natalya Shekhodanova, spécialiste du 100 m haies et qui a notamment reçu une suspension à vie pour deux contrôles positifs au stanozolol, respectivement en 1996 aux Jeux d'Atlanta et en février 2004,,. À ce moment-là, la jeune athlète a pour objectif de remporter une médaille d'or aux Jeux olympiques.

### 2012: la révélation lors desJO

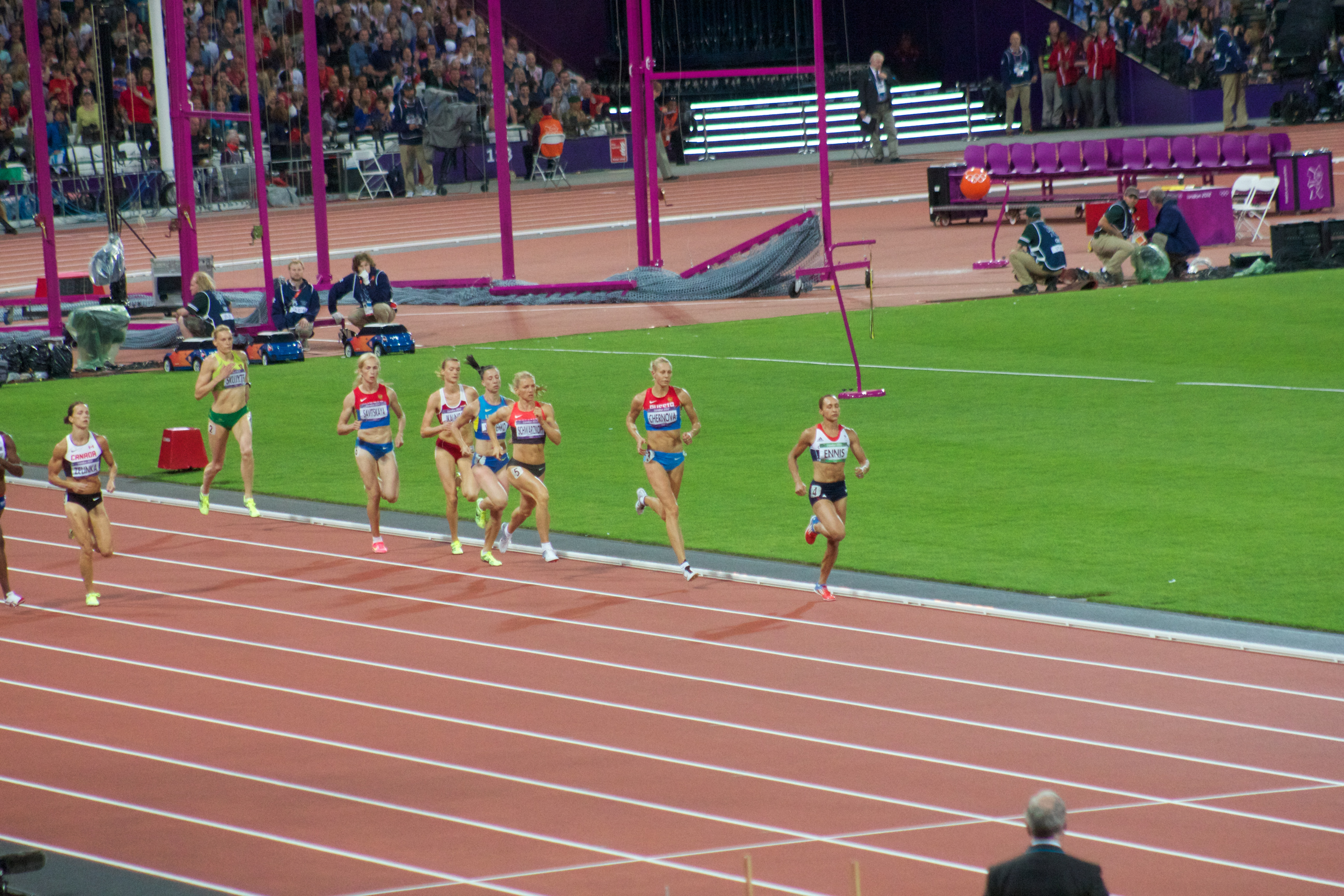
Savitskaya, 3e en partant de la gauche, lors de l'épreuve du 800m de l'heptathlon des Jeux olympiques d'été de 2012.

En 2012, Kristina Savitskaya devient championne de Russie de l'heptathlon avec 6 681 points, ce qui constitue la troisième meilleure performance mondiale de l'année. Elle devance Olga Kurban et Yekaterina Bolshova. Elle décroche ainsi une participation pour les Jeux olympiques, qui sera la première compétition majeure de sa carrière. 
Elle se rend à Londres sans son coach, chose qu'elle appréhende en raison de son jeune âge malgré les prises de contacts téléphoniques avant les épreuves. Lors de l'épreuve du 800 mètres, son pied dépasse la ligne trop tôt mais elle est confondue avec sa voisine de couloir Lilli Schwarzkopf qui est disqualifiée. Cependant, la disqualification est annulée quand Schwarzkopf fit la remarque et la place finale de Savitskaya fut corrigée, passant de septième à huitième, résultat qu'elle considère comme « une réussite incontestable ». Elle parvient durant la compétition à améliorer son record personnel dans trois disciplines. À son retour de Londres en Russie, elle est accueillie ainsi que d'autres athlètes à l'aéroport de Moscou,, avant d'être décorée par la République de Tchouvachie.

### 2013: contrainte à l'abandon auxChampionnats du monde
Pour entamer la saison, Savitskaya est d'abord pressentie pour participer au pentathlon des Championnats d'Europe d'athlétisme en salle mais elle ne figure finalement pas sur la liste des participantes. Elle reconduit en juin son titre de championne de Russie, et égalise par la même occasion son record personnel au lancer du javelot avec une marque à 46,83 mètres. Elle prend part ensuite aux Universiades d'été qui se déroulent dans son pays, à Kazan, dans le but de peaufiner sa condition en vue des Championnats du monde de Moscou qui fait office d'objectif principal de sa saison. Elle échoue de 200 points pour décrocher une médaille, et termine la compétition en cinquième position avec 6096 points, soit près de 600 de moins que la vainqueure, Tatiana Chernova. 
Viennent ensuite les Championnats du monde, où l'une des grandes favorites, Jessica Ennis, est absente en raison d'une blessure à la cheville. Savitskaya est alors pointée parmi les outsiders potentiels à la médaille d'or. Elle entame modestement la compétition, et occupe la dix-huitième place provisoire après une journée, n'ayant pas réussi à faire la différence à l'occasion de son épreuve favorite, le lancer du poids. 
Le lendemain, après avoir disputé l'épreuve du saut en longueur, elle se blesse durant le concours du lancer du javelot lors du deuxième essai, et est conduite à l'hôpital, l'obligeant ainsi à abandonner à une épreuve de la fin. Elle assure cependant que la blessure « n'est pas trop sérieuse ».

### Palmarès
| Date | Compétition                        | Lieu        | Résultat | Discipline |
| ---- | ---------------------------------- | ----------- | -------- | ---------- |
| 2008 | Championnats de Russie jeunesse    | Vladimir    | 1re      | Heptathlon |
| 2011 | Championnats de Russie             | Tcheboksary | 1re      | Heptathlon |
| 2011 | Championnats d'Europe espoirs      | Ostrava     | 1re      | Heptathlon |
| 2012 | Championnats de Russie             | Tcheboksary | 1re      | Heptathlon |
| 2012 | Jeux olympiques                    | Londres     | 6e       | Heptathlon |
| 2013 | Championnats de Russie             | Tcheboksary | 1re      | Heptathlon |
| 2013 | Universiade d'été                  | Kazan       | 5e       | Heptathlon |
| 2013 | Championnats du monde d'athlétisme | Moscou      | Abandon  | Heptathlon |
| 2014 | Championnats de Russie             | Tcheboksary | Abandon  | Heptathlon |

### Records personnels
| Épreuve           | Performance   | Lieu        | Date        |
| ----------------- | ------------- | ----------- | ----------- |
| 100 m haies       | 13 s 37       | Londres     | 3 août 2012 |
| Saut en hauteur   | 1,88 m        | Tcheboksary | 2 juin 2012 |
| Lancer du poids   | 15,27 m       | Tcheboksary | 2 juin 2012 |
| 200 m             | 24 s 36       | Londres     | 3 août 2012 |
| Saut en longueur  | 6,65 m        | Tcheboksary | 2 juin 2012 |
| Lancer du javelot | 46,83 m       | Tcheboksary | 2 juin 2012 |
| 800 m             | 2 min 12 s 27 | Londres     | 4 août 2012 |
| Heptathlon        | 6 681 pts     | Tcheboksary | 2 juin 2012 |